# Bob Bemer
Robert William Bemer (va néixer el 8 de febrer de 1920 a Sault Ste. Marie, Míchigan i va morir el 22 de juny de 2004 a Possum Kingdom Lake, Texas) va ser un informàtic conegut pels seus treballs a IBM a finals dels anys 50 i principis dels anys 60, i posteriorment a Honeywel Information Systems a Phoenix, a partir de 1974.

## Biografia
Es va graduar a l'escola de Cranbrook el 1936, es va llicenciar en matemàtiques a la Universitat d'Albion el 1940. També va aconseguir un certificat en enginyeria aeronàutica a l'Institut tècnic de Curtiss-Wright el 1941. Va començar la seva carrera com aerodinamista a la Douglas Aircraft Company el 1941 i va treballar a la RAND Corporation a partir de 1951, a IBM a partir de 1957 i a Honeywel Information Systems a partir de 1974. També va treballar per UNIVAC.
Va servir a la comissió que va amalgamar el disseny del llenguatge COMTRAN, amb el FLOW-MATIC de Grace Hooper i va produir així les especificacions del llenguatge COBOL. Va treballar en el comitè que va definir el codeset de l'ASCII el 1960, contribuint amb diversos caràcters que no havien estat utilitzats prèviament per les computadores incloent el caràcter ESC, el caràcter backslash, i els caràcters obre i tanca clau. Se'l coneix de vegades com el pare de l'ASCII.
Altres contribucions a destacar són la primera publicació del concepte de "Time sharing" i el primer intent de preparació per al problema de l'efecte 2000 ja el 1971. Va morir a Possum Kingdom Lake, Texas el dia 22 de juny del 2004, després d'una batalla contra el càncer.